# Hypochilus petrunkevitchi
Hypochilus petrunkevitchi är en spindelart som beskrevs av Willis J. Gertsch 1958. Hypochilus petrunkevitchi ingår i släktet Hypochilus och familjen Hypochilidae. Inga underarter finns listade i Catalogue of Life.